# مضيق جونستون
مضيق جونستون (بالفرنسية: Détroit de Johnstone) هي قناة طولها 110 كيلومتر (68 ميل) على طول الساحل الشمالي الشرقي لجزيرة فانكوفر في كولومبيا البريطانية بكندا. مقابل ساحل جزيرة فانكوفر، الممتدة من الشمال إلى الجنوب، توجد جزيرة هانسون، وجزيرة ويست كراكروفت، وساحل كولومبيا البريطانية الرئيسي، وجزيرة هاردويك، وجزيرة ويست ثورلو، وجزيرة إيست ثورلو. عند هذه النقطة يلتقي المضيق بممر ديسكفري الذي يتصل بمضيق جورجيا.

## التسمية
تم تسمية المضيق من قبل جورج فانكوفر على اسم جيمس جونستون، سيد السفينة المسلحة تشاثام. في عام 1792 أثبت فريق المسح التابع له أن جزيرة فانكوفر كانت جزيرة.

## جغرافيا
يتراوح عرض المضيق بين 2.5 كم (1.6 ميل) و5 كم (3.1 ميل). وهي قناة ملاحية رئيسية على الساحل الغربي لأمريكا الشمالية. وهي القناة المفضلة للسفن القادمة من مضيق جورجيا التي تغادر شمال جزيرة فانكوفر عبر مضيق الملكة شارلوت المتجهة إلى برينس روبيرت وهيدا جواي وألاسكا وشمال المحيط الهادئ، وللسفن المتجهة جنوبًا من تلك المناطق المتجهة إلى موانئ فانكوفر وسياتل وتاكوما.
ولا توجد مدن أو بلدات على طول المضيق. تقع تلغراف كوف وروبسون بايت في جزيرة فانكوفر على طول المضيق بالقرب من نهايته الشمالية وقرية سايوارد على خليج كيلسي بالقرب من نقطة المنتصف.

## البيئة
خلال أشهر الصيف، يعد المضيق موطنًا لحوالي 150 حيتانًا من نوع الأوركا، والتي غالبًا ما يراها راكبو الزوارق وراكبو القوارب المكتظون بالسياح. قام العلماء بما في ذلك مايكل بيج وبول سبونج بإجراء أبحاث على الحيتان القاتلة في المضيق منذ عام 1970. أنشأ سبونج مختبر الحيتان القاتلة(الأوركا)، استنادًا إلى دراسة الحيتان القاتلة في بيئتها الطبيعية دون التدخل في حياتهم أو بيئتهم. يشمل المضيق محمية روبسون بايت (مايكل بيج) البيئية.

## روابط خارجية
- Orcas of Johnstone Strait